# Pat Barry
Patrick Joseph Barry, detto Pat (New Orleans, 7 luglio 1979), è un kickboxer ed ex artista marziale misto statunitense.
Noto per i suoi potenti calci, in particolare quelli bassi, ha iniziato a praticare sanshou a livello collegiale, conquistando numerosi titoli amatoriali, prima di unirsi alla prestigiosa organizzazione giapponese K-1. Nel 2008 ha iniziato una carriera nelle arti marziali miste, arrivando a competere con risultati alternanti anche nella nota promozione UFC. A seguito del suo ritiro dalle MMA, nel 2013 ha ripreso la carriera nel kickboxing siglando un contratto con Glory. 

## Biografia
Pat Barry è nato a New Orleans, figlio di un militare statunitense di origine europea e di una casalinga afroamericana. 
Dal 2012 ha una relazione con la lottatrice Rose Namajunas, per la quale ha funto da allenatore in diversi suoi incontri.

## Caratteristiche tecniche
Barry è un lottatore che predilige il combattimento in piedi, nel quale dimostra buone abilità nel kickboxing. È divenuto noto in particolare per la potenza dei suoi calci, dei quali ha fatto il proprio marchio di fabbrica.  

## Carriera nelle arti marziali miste

### Ultimate Fighting Championship
Nella sua dodicesima ed ultima apparizione in UFC Barry subisce un KO via ground and pound da parte dell'australiano Soa Palelei, il 7 dicembre 2013 all'evento UFC Fight Night 33.

## Risultati nelle arti marziali miste
| Risultato | Record | Avversario   | Metodo             | Evento                            | Data            | Round | Tempo | Città               | Note |
| --------- | ------ | ------------ | ------------------ | --------------------------------- | --------------- | ----- | ----- | ------------------- | ---- |
| Sconfitta | 8-7    | Soa Palelei  | KO (pugni)         | UFC Fight Night: Hunt vs. Bigfoot | 7 dicembre 2013 | 1     | 2:09  | Brisbane, Australia |      |
| Sconfitta | 8-6    | Shawn Jordan | KO tecnico (pugni) | UFC 161                           | 15 giugno 2013  | 1     | 0:59  | Winnipeg, Canada    |      |